# Leucania cholica
Leucania cholica är en fjärilsart som beskrevs av Dyar 1919. Leucania cholica ingår i släktet Leucania och familjen nattflyn. Inga underarter finns listade i Catalogue of Life.